# 烏宗火山

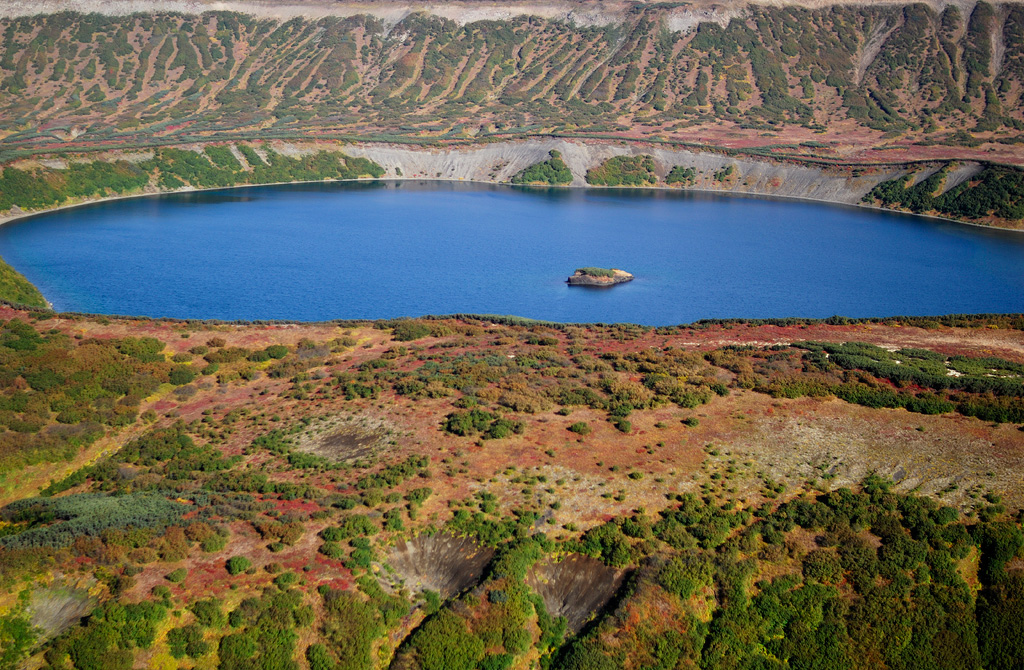

烏宗火山是俄羅斯的火山，位於克羅諾基湖以南的堪察加半島東部，海拔高度1,617米，破火山口直徑約10公里，最近一次火山噴發在公元前5700年左右發生。